# Парк имени Зигмунда Переньи
Парк имени Зигмунда Переньи (укр. Парк культу́ри і відпочи́нку, Парк Перені) — уникальная достопримечательность садового ландшафта в Закарпатской области, город Виноградов, занимающая площадь в 12 га. Бывшая собственность одного из влиятельнейших баронов рода Переньи, Зигмунда Переньи.

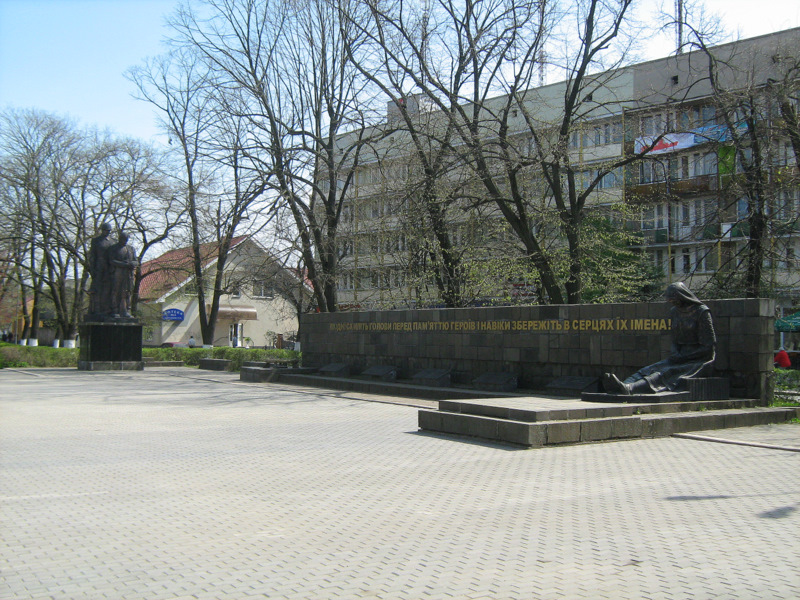
Vinogradov Zakarpatie

Под его началом был расчищен и заложен парк именно такой, каким мы можем его видеть сейчас.
В нём представлено множество деревьев и растений, которых нет ни в одном из ботанических садов мира. Он представляет собой разнообразие полевых цветов, разновидностей каштанов, дубов, хвойных кустов. Несмотря на простоту этого места, в нём собраны лишь оригинальные породы деревьев и кустарников.
Так же можно заметить различных животных и птиц, водящихся в нём, таких как куропатки, вороны, жаворонки.
В этом парке можно обнаружить некоторые виды лечебных трав, в их числе шалфей, мята, ромашка.
Между засаженными участками проходят тропы и велосипедные дорожки для отдыхающих. Он представляет собой одну из древнейших достопримечательностей Украины.
После штурма в 1557 году королевским войском замка, где находился Переньи, он стал не пригодным для посещения.
После смерти барона парк потерял свой первоначальный вид. Пешеходные дорожки заросли, все редкие виды флоры практически не видны.
Для его возобновления было потрачено огромное количество средств.